# Polyglyphanodontidae
I poliglifanodontidi (Polyglyphanodontidae) sono una famiglia di lucertole estinte dalla caratteristica dentatura, vissute nel Cretaceo superiore (Maastrichtiano, 70 – 65 milioni di anni fa) in Nordamerica, in Asia e (forse) in Europa, più precisamente in Ungheria, allora un'isola le cui faune fossili contengono un buon numero di immigrati asiatici.

## Descrizione
Di aspetto simile a quello di un attuale scinco, i poliglifanodonti possedevano un corpo robusto e piuttosto tozzo. Il cranio, di forma quasi triangolare, era robusto e corto, e dotato di una dentatura molto specializzata. Quasi tutti i denti dei poliglifanodonti erano lisci, dal margine tagliente, ed erano finemente seghettati in modo asimmetrico. Mano a mano che il cranio si allargava posteriormente, anche i denti si allargavano, fino a formare due ampie superfici (su mandibola e mascella) che andavano a incastrarsi fra loro quando la bocca era chiusa.

## Stile di vita
La forma dei denti dei poliglifanodonti suggerisce che questi animali fossero in gran parte erbivori (Gilmore, 1942); analogie sono state proposte con i denti delle iguane, ma la somiglianza è solo superficiale. L'iguana, infatti, taglia la vegetazione con i denti simili a incisivi posti anteriormente, mentre i poliglifanodonti potevano tagliare il cibo con l'intera fila dentaria (Nydam e Cifelli, 2005). Inoltre, quando la bocca di questi animali si chiudeva, il meccanismo “ad incastro” permetteva di sminuzzare il cibo, aiutando così la digestione; nelle iguane, invece, ciò non avviene, in quanto il cibo viene inghiottito intero. In ogni caso, i denti dei poliglifanodonti non mostrano particolari tracce di usura, e sembra che il processo di sminuzzamento fosse minimo. È probabile, quindi, che i poliglifanodonti non masticassero il cibo, ma si limitassero ad aprire e chiudere le mascelle per poco tempo, prima di inghiottirlo.

## Classificazione
Conosciuti esclusivamente nel Maastrichtiano, i poliglifanodonti sono stati considerati rappresentanti aberranti degli scincomorfi (Scincomorpha), ed erano probabilmente molto vicini ai teiidi (Teiidae) dei giorni nostri. Uno studio filogenetico del 2007 (Nydam et al.) definisce un clade denominato Boreoteiioidea, che include tutti i poliglifanodonti di Asia e Nordamerica, opposto a Teiioidea (con Teiidae e Gymnophthalmidae). Tra le forme più conosciute di poliglifanodonti sono da ricordare Polyglyphanodon sternbergi, la prima specie descritta, e Peneteius aquilonius, una piccola lucertola dai denti dotati di numerose cuspidi, forse utili a rompere la corazza degli insetti. Altre forme di poliglifanodonti sono le nordamericane Chamops e Tricuspidon, e le asiatiche Gilmoreteius, Adamisaurus, Cherminsaurus e Tianyusaurus (quest'ultimo dotato di una barra temporale inferiore). Anche il bizzarro Sineoamphisbaena potrebbe appartenere a questo gruppo, così come Slavoia.